# Первомайский сельсовет (Пензенская область)
Первомайский сельсовет — сельское поселение в Каменском районе Пензенской области Российской Федерации.
Административный центр — село Батрак.

## История
Статус и границы сельского поселения установлены Законом Пензенской области от 2 ноября 2004 года № 690-ЗПО «О границах муниципальных образований Пензенской области».
22 декабря 2010 года в соответствии с Законом Пензенской области № 1992-ЗПО в состав сельсовета включены территория упразднённого Варваровского сельсовета.
10 октября 2011 года в соответствии с Законом Пензенской области № 2128-ЗПО из учетных данных административно-территориального устройства Пензенской области исключён разъезд Кевда, как фактически прекративший существование.

## Население
| 2002  | 2010  | 2012  | 2013  | 2014  | 2015  | 2016  |
| ----- | ----- | ----- | ----- | ----- | ----- | ----- |
| 1162  | ↗1217 | ↗2237 | ↗2268 | ↘2251 | ↘2236 | ↘2223 |
| 2017  | 2018  | 2021  |       |       |       |       |
| ↘2198 | ↘2170 | ↘1896 |       |       |       |       |

## Состав сельского поселения
| № | Населённый пункт | Тип населённого пункта       | Население |
| - | ---------------- | ---------------------------- | --------- |
| 1 | Батрак           | село, административный центр | ↗882      |
| 2 | Варваровка       | село                         | ↗998      |
| 3 | Ключище          | село                         | ↘152      |
| 4 | Максимовка       | село                         | ↘183      |
| 5 | Новая Есинеевка  | село                         | ↘7        |
| 6 | Старая Есинеевка | село                         | ↗41       |